# Little Raven
Little Raven (né vers 1810 et mort en 1889) est un important chef des Arapahos du Sud. Dans les années 1840, il négocie la paix entre les Arapahos du Sud et les Cheyennes, Kiowas, Comanches et Apaches des Plaines. Partisan de la paix avec les États-Unis, il signe le traité de Fort Wise en 1861 puis celui de Medicine Lodge en 1867 malgré le massacre de Sand Creek.